# Helianthus arizonensis
Helianthus arizonensis — вид квіткових рослин з родини айстрових (Asteraceae).

## Біоморфологічна характеристика
Це багаторічник 20–30 см (коріння повзуче). Стебла прямовисні чи висхідні, голі (сизуваті). Листки стеблові; протилежні; сидячі; листкові пластинки (блакитно-зелені) ланцетні, 2–7 × 0.5–1.3 см, абаксіально (низ) голі (сизуваті), краї цілокраї (хвилясті). Квіткових голів 1–7. Променеві квітки 10–14; пластинки 7–9 мм. Дискові квітки 30+; віночки 3–3.5 мм, частки жовті, пиляки червонувато-бурі. Ципсели 2.8–3.2 мм, голі. 2n = 34, 51. Цвітіння: літо — осінь.

## Умови зростання
Це ендемік пд. США (Аризона, Нью-Мексико). Населяє відкриті соснові ліси; 1200–2100 метрів.

## Значущість
Цей вид також є третинним генетичним родичем культивованого соняшнику Helianthus annuus, з потенційним селекційним використанням. Рід Helianthus приваблює велику кількість місцевих бджіл.